# Христифорос Папакаљатис
Христофорос Папакаљатис (Хераклион, 23. децембар 1975) грчки је глумац, режисер и сценариста. На телевизији је дебитовао 1992. године у једној епизоди серије „Неприхватљиви“. У деценији између 1999-2010. године написао је пет серија по сопственом сценарију, док је и сам режирао неке од њих, бележећи велики успех. Режирао је и играо главну улогу у филмским остварењима „Ако...“ и „Неки други свет“, два најуспешнија комерцијална грчка филма 2010-их.

## Рано детињство
Папакаљатис рођен је у Хераклиону 1975. године. Његов отац, Манолис Папакаљатис, пореклом је са Крита, док је његова мајка такође грчког порекла, али из Јужне Африке. Развели су се када је Христофорос имао само 4 године. Одрастао је у Атини са својом мајком и млађим братом, Филипом. Има још једног полубрата и полусестру из другог брака његовог оца, Стефаноса и Нару. Као шеснаестогодишњак прочитао је један оглас, у ком се тражио глумац за серију продукцијске куће „Studio ATA“. Прошавши кастинг, добио је своју прву улогу, док је још ишао у школу, у серији Димитре Пападопулу „Неприхватљиви“, док су касније уследила и друга појављивања у серијама.
Навијач је клуба Панатинаикос.

## Каријера

### 1993-1999: Прва појављивања у серијама у тинејџерским данима
Након серије „Неприхватљиви“ , појавио се у четири серије у сезони 1992-1993. Тачније, играо је у серији „Стражари Ахаије“, док је учествовао и у серијама „Жене“ и „Костис Паламас“. Истовремено, тумачио је улогу Џимија у сатиричној серији Лакиса Лазопулоса „Десет малих Мицоса“, која се приказивала све до 2001. године.

### 1993-1999: Остала појављивања у серијама
У сезони 1993-1994. играо је у серији „Анастасија“ Миреле Папаиконому, која се приказивала на телевизијском каналу Mega Channel.
1994. године глумио је у две епизоде полицијске серије Паноса Кокинопулоса „Анатомија злочина“ и у једној епизоди серије „Ти одлучујеш“. У сезони 1996-1997. играо је главну улогу у 2 серије: „Офарбано сунце” на телевизијском каналу АНТ1 (ANT1), и у другој сезони серије „Dolce vita“, тумачећи улогу Хариса.
Уследила је серија Манусоса Манусакиса „Додир душе“ у сезони 1998-1999, где је играо главну улогу заједно са Ставросом Залмaсом, Теофанијом Папатома, Еленом Натанаил, Јанисом Воглисом, Димитром Мацука и другима.

### 1999-2010: Писање серија и режирање
Године 1999. одлучује да се осамостали, те тако почиње да ствара сопствене телевизијске пројекте. Тако, са своје 24 године, пише свој први сценарио под насловом „Наш живот је шетња“, који је приказао телевизијски канал Mega Channel. Као што је изјавио у једном свом интервјуу, првобитни договор тицао се 14 пилот епизода, али је због одзива замољен од поменутог канала Мега да ипак направи 24. У тој својој првој серији, играо је главну улогу заједно са Филарети Комнину, Димостенисом Пападопулосом, Харисом Асимакопулосом и Гогом Бребу.
Успех његовог првог телевизијског пројекта дао је зелено светло низу других телевизијских продукција које су носиле његов потпис. Уследила је серија „Чувај ме“ сезоне 2000-2001, поново на каналу Мега. Тема серије била је љубав два брата према истој жени, једна контроверзна тема која је заинтригирала публику. Године 2002. уследио је дугометражни филм „Три жеље“, по његовом сценарију, који је приказао канал Мега, а главну улогу играо је управо он заједно са Харисом Асимакопулосом, Александросом Бурдумисом и Марилитом Ламбропулу.
Сезона 2002-2004, приказана је успешна серија „Затвори очи“, по сценарију Папакаљатиса. Серија је приказивала љубав мајке (Пеми Зуни) и ћерке (Јоана Папа) према истом човеку. У тој серији, Папакаљатис је извео свој први редитељски покушај, режирајући неколико епизода друге сезоне и трећу сезону.
Након једне сезоне одсуства са телевизије, враћа се у сезони 2005-2006. са серијом „Само два дана“. Сезоне 2009-2010. пише своју пету серију под насловом „4“. Године 2012. изјављује да је освестио опадање квалитета продукције серија на приватним телевизијама, те се тако окреће филму, који је био његова велика љубав.

### 2011-данас: Први кораци у филмској индустрији међународна каријера
У фебруару 2011. играо је у позоришту „Вретанија“ тумачећи улогу Амадеуса Моцарта у представи „Амадеус”, по сценарију Димитриса Лигнадиса. Истовремено је припремао и свој следећи корак у писању сценарија за филм.
Божића 2012. године, премијерно је приказан његов филм под насловом „Ако...“. Филм је премашио продају од 532 хиљаде карата.
Божића 2015. године, приказан је његово друго филмско остварење које је написао, режирао и продуцирао, и у којем је и сам тумачио главну улогу, под насловом „Неки други свет“ (Worlds apart). Филм је зарадио 4,5 милиона евра и сматран је највећим филмским успехом по питању зараде у Грчкој, у последњих десет година. Такође, приказан је у иностранству 2017. године. Захваљујући промоцији филма, Папакаљатис је посетио више од 15 грчких градова (у оквиру Q&A), као и иностранство (на разним филмским премијерама). У Грчкој, продао је више од петсто хиљада карата.
Године 2017. позајмљује је глас Бетмену у анимираном цртаном филму „The Lego Batman Movie“, који дистрибуира Tanweer.
Сезоне 2022, након 11 година одсуства са грчке телевизије, пише и режира серију под насловом „Maestro“, коју емитује канал Мега. „Maestro“ је уједно и прва грчка серија која је доступна на стриминг платформи Netflix. Друга сезона састојаће се од 6 епизода које ће бити приказане и на каналу Мега и на платформи Netflix, а њена премијера биће 16. маја.

## Референцe
1. ↑  „«Χριστόφορος γίνεσαι, δεν γεννιέσαι». ProtoThema. 15 Δεκεμβρίου 2015. Ανακτήθηκε στις 18 Μαρτίου 2019.”.
2. ↑  „«Δεκαετία 2010-2019: Αυτές είναι οι 20 πιο εμπορικές ταινίες στο ελληνικό box office - FLIX». flix.gr. Ανακτήθηκε στις 24 Μαΐου 2022.”.
3. ↑  „«Πράσινοι και ερυθρόλευκοι επώνυμοι οπαδοί!». SPORT 24. Ανακτήθηκε στις 20 Ιανουαρίου 2020.”.
4. ↑  „https://www.ogdoo.gr/epikairotita/showbiz/xristoforos-papakaliatis-o-amfilegomenos Χριστόφορος Παπακαλιάτης: Ο αμφιλεγόμενος, άρθρο του Νίκου Μουρατίδη”. Спољашња веза у |title= (помоћ)
5. ↑  „https://www.womantoc.gr/news/celebrities/oso-kali-diathesi-kai-xeis-de-ginetai-giati-den-eidame-ton-papakaliati-stin-epistrofi-ton-mitson/«Όσο καλή διάθεση να 'χεις, δε γίνεται»: Γιατί δεν είδαμε τον Παπακαλιάτη στην επιστροφή των Μήτσων”. Спољашња веза у |title= (помоћ)
6. ↑  „https://www.megatv.com/ekpompes/43325/anastasia/ Αναστασία στην ιστοσελίδα του Mega”. Спољашња веза у |title= (помоћ)
7. ↑  „https://www.news247.gr/psixagogia/tileorasi/ntoltse-vita-otan-o-christoforos-papakaliatis-choreye-to-gangsta-paradise-toy-coolio.9775016.html Χριστόφορος Παπακαλιάτης: Όταν χόρευε το Gangsta's Paradise του Coolio στη σειρά "Ντόλτσε Βίτα"”. Спољашња веза у |title= (помоћ)
8. ↑  „https://www.thetoc.gr/people-style/article/kabogianni---papakaliatis-thumountai-i-filia-pou-xekinise-apo-to-ntoltse-bita-kai-eftase-sto-maestro/ Καβογιάννη - Παπακαλιάτης θυμούνται: Από το Ντόλτσε Βίτα στην αποθέωση του Maestro”. Спољашња веза у |title= (помоћ)
9. ↑  „https://www.ladylike.gr/life/o-xristoforos-papakaliatis-etoimazei-nea-seira-kai-apofevgei-na-dei-tis-palioteres-douleies-tou/ Ο Χριστόφορος Παπακαλιάτης ετοιμάζει νέα σειρά και αποφεύγει να δει τις παλιότερες δουλειές του”. Спољашња веза у |title= (помоћ)
10. ↑  „https://www.ishow.gr/production.asp?guid=e9de114a-a714-42fb-9d3c-bda54fab5fd5 Η Ζωή Μας μια Βόλτα στο iShow”. Спољашња веза у |title= (помоћ)
11. ↑  Λυμπεροπούλου, Κατερίνα (24 Νοεμβρίου 2008). „«Πολλά τα σίριαλ, λίγες οι εκπλήξεις». Ειδήσεις - νέα - Το Βήμα Online. Ανακτήθηκε στις 18 Μαρτίου 2019”.
12. ↑  „«Who is who: Χριστόφορος Παπακαλιάτης | clickatlife». www.clickatlife.gr. Ανακτήθηκε στις 18 Μαρτίου 2019”.
13. ↑  „https://www.tovima.gr/2020/11/08/media/i-seira-kleise-ta-matia-epistrefei-sto-mega/ Η σειρά «Κλείσε τα μάτια» επιστρέφει στο MEGA”. Спољашња веза у |title= (помоћ)
14. ↑  „https://www.tovima.gr/2020/11/09/media/kleise-ta-matia-i-megali-epityxia-tou-papakaliati-kathe-deytera-triti-kai-tetarti-sto-mega/ «Κλείσε τα μάτια»: Η μεγάλη επιτυχία του Παπακαλιάτη κάθε Δευτέρα, Τρίτη και Τετάρτη στο MEGA”. Спољашња веза у |title= (помоћ)
15. ↑  „https://www.makthes.gr/christoforos-papakaliatis-apo-papadaki-ypo-tin-prostasia-tis-mimis-ntenisi-sto-netflix-vinteo-fot-612970 Χριστόφορος Παπακαλιάτης: Από «παπαδάκι» υπό την προστασία της Μιμής Ντενίση, στο Netflix (βίντεο, φωτ.)”. Спољашња веза у |title= (помоћ)
16. ↑  „https://greek-movies.com/series.php?s=35 Δυο Μέρες Μόνο στο Greek-Movies”. Спољашња веза у |title= (помоћ)
17. ↑  „«Ο Χριστόφορος Παπακαλιάτης μιλάει για τη νέα του ταινία». Ι LOVE STYLE. Αρχειοθετήθηκε από το πρωτότυπο στις 24 Μαΐου 2021. Ανακτήθηκε στις 18 Μαρτίου 2019.”. Архивирано из оригинала 24. 05. 2021. г. Приступљено 23. 04. 2024.
18. ↑  „https://www.tovima.gr/2011/02/16/culture/b-amadeus-b-br-premiera-apopse-sto-theatro-bretania/ «Amadeus» Πρεμιέρα απόψε στο θέατρο Βρετάνια”. Спољашња веза у |title= (помоћ)
19. ↑  „https://www.newsbeast.gr/entertainment/arthro/4582797/kyriaki-oi-pio-emporikes-ellinikes-tainies-olon-ton-epochon Οι πιο εμπορικές ελληνικές ταινίες όλων των εποχών: Από τη Βουγιουκλάκη και τον Φώσκολο ως τις πρόσφατες παραγωγές που ξεπέρασαν το 1 εκατ. εισιτήρια”. Спољашња веза у |title= (помоћ)
20. ↑  „««Ένας άλλος κόσμος» περνά και πάλι τα σύνορα της χώρας μας | naftemporiki.gr». www.naftemporiki.gr. 1 Οκτωβρίου 2017. Αρχειοθετήθηκε από το πρωτότυπο στις 30 Ιανουαρίου 2017. Ανακτήθηκε στις 10 Φεβρουαρίου 2019.”. Архивирано из оригинала 30. 01. 2017. г. Приступљено 23. 04. 2024.
21. ↑  „«Η ταινία «Ένας άλλος κόσμος» κάνει πρεμιέρα σε χώρες ολόκληρου του κόσμου». Newsbeast.gr. 9 Ιανουαρίου 2017. Ανακτήθηκε στις 10 Φεβρουαρίου 2019.”.
22. ↑  Καρνής, Λουκάς (15 Σεπτεμβρίου 2016). „«Ο Χριστόφορος Παπακαλιάτης κατακτάει Αμερική και Ευρώπη με «Έναν Άλλο Κόσμο»». CNN.gr. Ανακτήθηκε στις 10 Φεβρουαρίου 2019.”.
23. ↑  „https://www.musicity.gr/arheio/enas-allos-kosmos-sti-koryfi-tou-box-ofice «Ένας άλλος κόσμος» του Χριστόφορου Παπακαλιάτη στην κορυφή του ελληνικού box office”. Спољашња веза у |title= (помоћ)
24. ↑  „in.gr (3 Φεβρουαρίου 2017). «Ο Χριστόφορος Παπακαλιάτης είναι ο... LEGO Batman». in.gr. Ανακτήθηκε στις 10 Φεβρουαρίου 2019.”.
25. ↑  „«Παπακαλιάτης, Πηλιχού, Φάνης Μουρατίδης και Παπασπηλιόπουλος στην μεταγλώττιση της "Ταινίας LEGO® Batman"». www.thebest.gr. Ανακτήθηκε στις 10 Φεβρουαρίου 2019.”.
26. ↑  „https://www.ethnos.gr/tv-media/article/224246/xristoforospapakaliathserxetaihpolyanamenomenhseiramaestrofotografiesapotagyrismata Χριστόφορος Παπακαλιάτης: Έρχεται η πολυαναμενόμενη σειρά «Maestro» - Φωτογραφίες από τα γυρίσματα”. Спољашња веза у |title= (помоћ)
27. ↑  Καβουκλής, Νικήτας (8 Νοεμβρίου 2022). „«Maestro: Η πρώτη ελληνική σειρά που προστίθεται στον κατάλογο του Netflix - Enternity.gr». Enternity. Ανακτήθηκε στις 8 Απριλίου 2024.”.
28. ↑  Παπαπαύλου, Παύλος Θ (8 Απριλίου 2024). „«Πρώτο trailer για τη δεύτερη σεζόν του Maestro: πότε κάνει πρεμιέρα - Enternity.gr». Enternity. Ανακτήθηκε στις 8 Απριλίου 2024.”.